# 사무엘 아데그벤로
사무엘 아데니이 아데그벤로(영어: Samuel Adeniyi Adegbenro, 1995년 12월 3일 ~ )는 나이지리아의 축구선수이자, 현재 중국 슈퍼리그 베이징 궈안의 소속이다.